# فيديو بيني (فلم)
فيديو بيني (بالإنجليزية: Benny's Video) هو فيلم رعب تم إنتاجه في النمسا وسويسرا وصدر في سنة 1992. الفيلم من إخراج مايكل هاينيكي وكتابة مايكل هاينيكي.

## وصلات خارجية
- مقالات تستعمل روابط فنية بلا صلة مع ويكي بيانات